# Sean Murray (fodboldspiller)
Sean Michael Murray (født 11. oktober 1993) er en fodboldspiller, der spiller for Cork Cityhvoraf han er udlejet fra Glentoran.
Han fik sin fodboldopdragelse på akademiet i Watford fra han var ni og kom op i førsteholdstruppen i april 2011. Han fik 85 førsteholdskampe for klubben, før at blive udejet til Wigan Athletic tidligt i 2015, hvorefter han forlod Watford i slutningen af 2016 og fortsatte karrieren i Swindon Town og sidenhen Colchester United. Han forlod Colchester i sommeren 2018 og skiftede til Vejle Boldklub.

## Klubkarriere

### Watford
Murray tilsluttede sig Watford's ungdomsafdeling i 2002 som ni-årig. Trods interesse fra blandt andet Manchester City uderskrev Murray  sin første professionelle kontrakt med Watford i juli 2010.Han fik sin debut for Watford som indskifter i en kamp i Championship mod Queens Park Rangers på Vicarage Road den 30. april 2011. Watford tabte 2-0.
Murray var marginalspiller under den nye manager Sean Dyche i den første halvdel af 2011/2012-sæsonen, men fik en overraskende startplads i 3. runde af FA Cup mod Tottenham Hotspur den 27.januar 2012. Murray var tæt på at score, da han ramte stolpen i anden halvleg, før han blev udskiftet og Watford endte med at tabe 1-0. Murray beholdt sin plads og scorede sit første mål tre uger senere i en 3-2 sejr til over Leicester City. Murray fortsatte med at spille regelmæssigt resten af sæsonen. Han blev kåret til årets unge spiller i Watford  efter en sæson, hvor han scorede syv mål i 19 kampe
I august 2012 underskrev Murray en fem-årig kontrakt med Watford, men efter Pozzo-familien overtog Watford og tilstrømningen af nye spillere steg, fik Murray blot 16 kampe i løbet af 2012/2013-sæsonen.
Han kæmpede sig tilbage på holdet og den 6. august 2013 scorede han to mål i Watfords Liga Cup-sejr på 3-1 over Bristol Rovers, og noterede sig for 39 optrædener og scorede i alt seks mål i den sæson.
Murray fik kun ni kampe i løbet af 2014/2015-sæsonen. Hans sidste optræden for klubben blev mod Chelsea i tredje runde af FA Cuppen den 4. januar 2015.

#### Wigan Athletic
Den 5. august 2015 skiftede Murray League One og Wigan Athletic på en månedlig lejeaftale, som senere blev forlænget til januar 2016. Han debuterede mod Coventry City den 8. august 2015.
Murray scorede sit første og eneste mål for Wigan mod Blackpool i en 4-0-sejr den 10. november, , før han vendte retur fra sit lejeophold den 16. december. Han spillede otte kampe for Wigan.

### Swindon Town
League One-klubben Swindon Town hentede Murray på en fri transfer den 31. august 2016. Der var tale om en et-årig kontrakt med option på yderligere et år. Han fik sin debut den 3. september 2016 mod Peterborough United.
Murray scorede sit første mål i et 3-1-nederlag til Northampton Town den 27.september. Efter 23 kampe for Swindon fik Murray ophævet sin kontrakt af klubben den 31. januar 2017, da han var faldet i unåde hos den nye direktør Tim Sherwood.

### Colchester United
Straks efter bruddet med Swindon Town underskrev Murray en kontrakt på 1,5 år med League Two-klubben Colchester United. Murray fik sin debut mod Blackpool den 4. februar 2017. Han sluttede sæsonen med 16 League Two-optrædener.
Murray scorede sit første Colchester-mål den 30. september 2017. Han fik 40 kampe og scorede tre mål i sæsonen.
Den 29 juni 2018 meddelte Colchester-manager John McGreal, at Murray havde forladt klubben, da de ikke kunne blive enige om en ny aftale.

### Vejle Boldklub
Den 26 juli 2018 meddelte Vejle Boldklub, da de havde hentet Murray på en tre-årig kontrakt. Murray havde prøvetrænet med klubben i en uge før kontrakten blev underskrevet og kendte desuden træner Adolfo Sormani fra italienerens tid som assistent i Watford.
Han debuterede den 30. juli 2018, da han startede inde i Superliga-opgøret mod AGF. Kampen endte 1-1 og Murray spillede højre wingback.

## International karriere
Murray har repræsenteret den Irland på U17, U19 og U21-niveau.